# ФК Хајдук Вељко
ФК Хајдук Вељко је фудбалски клуб из Неготина, Србија, који се тренутно такмичи у Српској лиги Исток, трећем такмичарском нивоу српског фудбала. Клуб је основан 1919. године и наступа на градском стадиону у Неготину.

## Ривалства
Његов највећи ривал је Тимок Зајечар. Такође поред Тимока, мање познатији Хајдукови дербији су још са: Бором и Кладовачким Ђедапом.

## Навијачи
Навијачи Хајдука се називају Лобање '07. Поред Хајдука, свој тим називају и Плаво-бели.

## Боје
Хајдук Вељкове боје су одувек биле плаво-беле. Разлог томе је вероватно плава боја на застави Града Неготина. Домаћи дресови су плави, а гостујући дресови су бели.